# Аризема Петелота
Аризе́ма Петелота (лат. Arisaema petelotii) — многолетнее травянистое растение, вид рода Аризема (Arisaema) семейства Ароидные (Araceae).
Вид назван в честь ботаника Альфреда Петелота (англ. (Paul) Alfred Pételot, 1885-после 1940).

## Ботаническое описание
Раздельнополые растения.
Корневище подземное целиком или наполовину, снаружи тёмно-коричневое, на изломе пурпуровое, плотноцилиндрическое, 7—18 см длиной, 4—6 см в диаметре.

### Листья
Листьев обычно два. Черешки зелёные или пурпурово-зелёные, до 60 см длиной, в основании на длину 20—30 см вложенные во влагалища, формирующие ложный стебель, окружены несколькими катафиллами. Листовая пластинка состоит из трёх листочков, зелёная; центральный листочек с черешочком 1—4 см длиной, от эллиптического до овального, до 30 см длиной и 17 см шириной, в основании округлый; боковые листочки также черешчатые, косоовальные, на вершине заострённые.

### Соцветия и цветки
Цветоножка окрашена как черешки, 7—12 см длиной. Покрывало зелёное, без полосок, полупрозрачное. Трубка узковорончатая, 4—7 см длиной и 2—3 см в диаметре у горловины; пластинка дельтовидно-овальная, до 7 см длиной и 5 см шириной, на вершине острая и остроконечная.
Початок двуполый у взрослых растений. Придаток в основном зелёный, 4—6 см длиной, тонкий, густо покрытый многочисленными нитевидными стерильными цветками, наподобие щётки.
Цветёт в июне — июле.

### Плоды
Плоды — красноватые, яйцевидные ягоды около 5 мм в диаметре.
Плодоносит в октябре — ноябре.

## Распространение
Встречается в Китае (Юньнань) и Северо-Восточном Вьетнаме.
Растёт во влажных горных лесах, на гравии, предпочитают тень, на высоте от 800 до 1000 м над уровнем моря.